# ژرژ اشلیمن
ژرژ اشلیمن (انگلیسی: Georges Aeschlimann; ۱۱ ژانویهٔ ۱۹۲۰ – ۱۰ نوامبر ۲۰۱۰) دوچرخه‌سوار اهل سوئیس بود.